# 基什孔豪洛什区
基什孔豪洛什区（匈牙利語：Kiskunhalasi járás），是匈牙利巴奇-基什孔州的一个区，总面积826.35平方公里，总人口43,849人（2011年），人口密度53人/平方公里。中心城市为基什孔豪洛什。

## 市镇
基什孔豪洛什区包含两个城镇和7个村庄。